# إعادة الاستخدام المتكيف

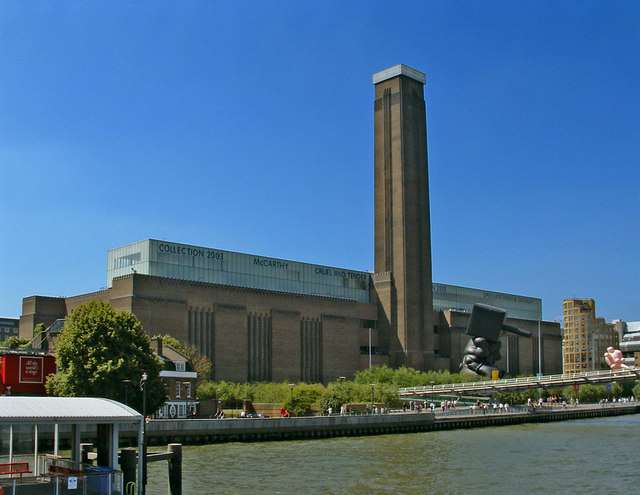
أحد الأمثلة الناجحة في العالم لإعادة الاستخدام المتكيف للمباني القديمة هو تحويل محطة بانكسايد لتوليد الطاقة في لندن لاستخدامها كمعرض فني. كان المبنى في السابق محظور على عامة الناس، أما الآن فيستقبل حوالي خمسة ملايين زائر سنويًا.

إعادة الاستخدام المتكيِّف هو مُصطلح يشير إلى عمليّة إعادة استخدام موقع أو مبنى قديم لغرض آخر غير الغرض الأصلي الذي بُنِي من أجله. ينظر الكثيرون إلى إعادة الاستخدام المتكيّف على أنه عامل رئيسي في الحفاظ على الأراضي والحد من الامتداد العمراني. 
غالبًا ما يصاحب عمليّة إعادة الاستخدام تغييرات إنشائيّة أو فراغيّة بالمبنى طبقًا لوظيفته الجديدة، وهو الأمر الذي يساعد على إعادة تأهيله ودمجه مع النسيج الاقتصادي الاجتماعي للمدينة بدلاً من كونه أثرًا مغلقًا، مما يضمن استمراريّة حياة تلك المباني والحفاظ عليها بصورة عمليّة، مع مراعاة أن أي تغييرات تطرأ على المبنى تكون أقل ما يمكن. وتكون إعادة الاستخدام اختيارية للمباني التي ما زالت وظيفتها الأصليّة موجودة حتى الآن، وإجباريًا للمباني ذات الوظيفة الأصليّة المندثرة كالمعابد والمقابر القديمة، وكذلك الحمّامات، حتى لا تصبح مباني مهجورة وجامدة لا حركة فيها.
إن هذا الاتجاه سائد في أوروبا حيث يتم تحويل أغلب المباني التي أصبحت غير مُستخدمة وظيفيًا إلى استخدامات أخرى وخاصةً أبنية المحطّات التاريخيّة للسكك الحديديّة، حيث يتطلّب هذا الأمر غالبًا الكثير من التعديلات في محاور الحركة لتتناسب مع الاستخدام الجديد، مع مراعاة الجو القديم للمبنى.

## التعريف
أضاف بعض الباحثين كلمة «متكيّف» إلى الكلمة الأصليّة «إعادة الاستخدام» لتعطي معنى إعادة الاستخدام مع تكيّف المبنى مع الوظيفة الجديدة دون تنافر. وبالتالي أصبح مصطلح «إعادة الاستخدام» يختلف عن مصطلح «إعادة الاستخدام المتكيف» ليعني تعديل أو تحويل أو تغيير وظيفة المباني التراثيّة التي فقدت وظيفتها الأصليّة مع وجودها بحالة إنشائيّة جيّدة إلى استخدامات أخرى جديدة تلائم الاحتياجات الحاليّة وتضمن حماية المبنى.

## وصلات خارجية
- مفهوم إعادة الاستخدام للمباني الأثرية